# ジャック・フィスク
ジャック・フィスク（Jack Fisk,1945年12月19日 - ）は、アメリカ合衆国イリノイ州出身の美術監督である。　
テレンス・マリックやブライアン・デ・パルマ、デヴィッド・リンチ、ポール・トーマス・アンダーソンといった有名監督の作品に参加することが多い。

## 経歴
1970年代から美術監督として活動を開始し、テレンス・マリック監督とのコラボレーションで徐々に頭角を現していく。1977年にはデヴィッド・リンチ監督の『イレイザーヘッド』に俳優として参加し、不気味な演技で印象を残した。1980年代には監督業にも進出し、幅広い活動を展開。1990年代からは再び美術監督としての活動を再開し、21世紀に入ると、ポール・トーマス・アンダーソン監督作品の『ゼア・ウィル・ビー・ブラッド』で初のアカデミー美術賞候補となり、2015年の『レヴェナント: 蘇えりし者』と2023年の『キラーズ・オブ・ザ・フラワームーン』でも候補となった。

### プライベート
『地獄の逃避行』に美術監督として参加した時、主演を務めていたシシー・スペイセクと出会い、1974年に結婚。その後もブライアン・デ・パルマ監督の『ファントム・オブ・パラダイス』と『キャリー』やデヴィッド・リンチ監督の『ストレイト・ストーリー』でも夫婦ともに美術監督（夫）、役者（妻）として参加している。妻との間に2人の娘がおり、長女のシュイラー・フィスクは女優、歌手として活動している。

## フィルモグラフィー
- 地獄の逃避行 Badlands（1973年）
- ファントム・オブ・パラダイス Phantom of the Paradise（1974年）
- キャリー Carrie（1976年）
- イレイザーヘッド Eraserhead（1977年,出演のみ）
- ブルックリン物語 MOVIE MOVIE（1978年）
- 天国の日々 Days of Heaven（1978年）
- すみれは、ブルー Violets are Blue（1986年,監督のみ）
- 家族狂想曲 Daddy's Dyin'Who's Got the Will（1990年,監督のみ）
- オン・ジ・エアー On the Air※TVシリーズ（1992年,監督のみ）
- シン・レッド・ライン Thin Red Line（1998年）
- ストレイト・ストーリー The Straight Story（1999年）
- マルホランド・ドライブ Mulholland Drive（2001年）
- ニュー・ワールド The New World（2005年）
- インベージョン The Invasion
- ゼア・ウィル・ビー・ブラッド There Will Be Blood（2007年）
- 恋人たちのパレード Water for Elephants（2011年）
- ツリー・オブ・ライフ The Tree of Life（2011年）
- トゥ・ザ・ワンダー To the Wonder（2012年）
- ザ・マスター The Master（2012年）
- 聖杯たちの騎士 Knight of Cups（2015年）
- レヴェナント: 蘇えりし者 The Revenant（2015年）
- ソング・トゥ・ソング Song to Song（2017年）
- その道の向こうに Causeway（2022年）
- キラーズ・オブ・ザ・フラワームーン Killers of the Flower Moon